# Sumerograma

Sumerograma signo NIN ("Señora").

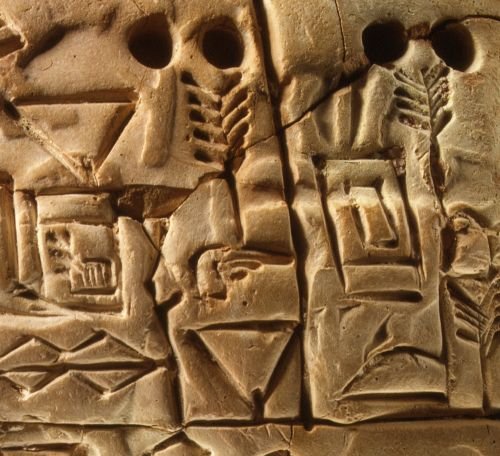
Tablilla administrativa de Jemdet Nasr.

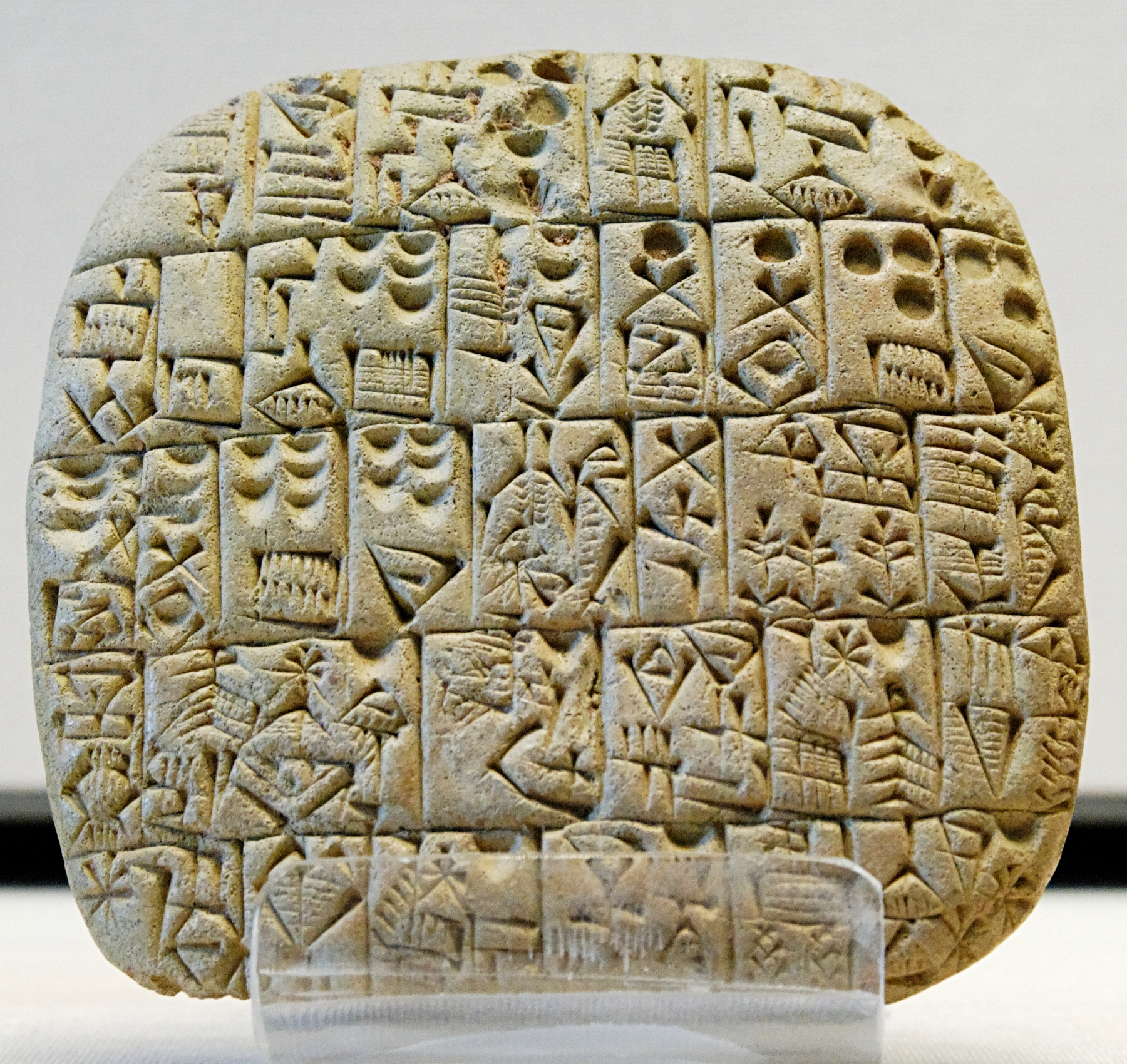
Contrato sumerio de venta de un campo y una casa. c. 2600 a. C.

Un sumerograma o sumeriograma es el nombre que se da a un carácter o grupo de caracteres cuneiformes sumerios utilizados como ideogramas o logogramas en lugar de  silabogramas para la representación gráfica de un idioma diferente al sumerio, como el acadio o hitita. 
Los sumerogramas normalmente se transcriben en letras mayúsculas, con puntos que separan los signos. De igual forma, una palabra escrita en acadio que es usada ideográficamente para representar un idioma distinto al acadio (como puede ser el hitita), es conocida como "acadiograma".
Estos tipos de logogramas caracterizan, en mayor o menor grado, todas las adaptaciones del sistema cuneiforme original de Mesopotamia a un idioma distinto al sumerio. La frecuencia e intensidad de su uso varía en función del período, estilo o género.
Sin embargo, el nombre del signo cuneiforme escrito en letras mayúsculas es una convención asiriológica moderna. La mayoría de los signos tienen varios posibles sonidos sumerios. Los lectores de textos asirios o hititas que usan estos sumerogramas no necesariamente han debido de tener conocimiento de la lengua sumeria, pues los sumerogramas funcionan como ideogramas o logograma que son sustituidos en la pronunciación por la palabra correspondiente en el idioma del texto. Un superíndice que precede a una palabra es llamado determinativo e indica la clase semántica general a que la palabra pertenece.
Por ejemplo, el nombre babilónico Marduk está escrito en sumerogramas, como dLAMMA. Y el nombre hitita Kurunta se suele escribir como dLAMMA, en donde LAMMA es el sumerograma para "ciervo", animal con quien la divinidad luvita Kurunta estaba asociada.
En las cartas de Amarna, la "Señora de los leones" es el nombre de una reina madre babilónica, escrito como NIN.UR.MAH.MEŠ, proveniente de NIN "señora" y UR.MAH.MEŠ "de los leones", evidenciando que la pronunciación pretendida es asiria y sólo puede ser conjeturada a partir de una evidencia externa.